# Ананинска култура
Ананинската култура е археологическа култура на угро-финските племена от ранната желязна епоха, която датира от 8 – 3 век пр.н.е.
Тя процъфтява в района на реките Кама, Волга, Вятка, Белая. Името си получава от първото открито гробище край село Ананиино край град Елабуга (Татарстан), разкопано от Пьотър Алабин и И. В. Шишкин през 1858 г. Проучени са селища, могили и места за жертвоприношения.
Смята се че Ананинската култура е формирана в основата на местното население в Прикамието (приказански или турбинските култури от бронзовата епоха), при смесването им с племена от Зауралието. Селищата им са били разположени по реките, укрепени със стени и ровове, заобиколени от дървени стени. В културния слой на селищата преобладават кости, поради което ги наричат „костеносными“. Жилищата им са били предимно приземни, по-рядко полувкопани, с квадратна или правоъгълна форма, с огнища, покрити с камък. Открити са и домакински постройки.
Погребалните им паметници от грунтови могили, в някои случаи много обширни (като Старши Ахмиловската могила в Република Марий Ел, в която има над 1100 погребения). Могилните ями са овални или правоъгълни със заоблени ъгли, където погребаните са лежали с краката ири глава в посока към реката. Основен обред при трупополагане (вкл. изгарания на трупове) в могилните ями включва издигнати малки дървени къщи (къщи на мъртвите). Погребалният инвентар е съставен от голямо количество предмети – при мъжете са слагани оръжия, оръжия на труда, скъпоценности, а при жените предимно скъпоценности. Преобладават единичните погребения, но се срещат двойни или колективни (от 3 до 16 скелета). Извършени са мемориални ритуали (намерени са останки от огньове и кости на животни). Забелязват се частични погребения (с черепи) с множество разчленения, кенотафи с вещи без нищо по тях. Ранните гробове се характеризират с каменни надгробни паметници с изображения на загинали войници и оръжия.
Населението се е занимавало с говедовъдство, земеделие, лов (вкл. за кожи) и риболов. Преработката на мед, бронз и желязо, отливането на бронз и ковачеството било силно развито. Занимавали са се и с тъкане, предене, обработка на кости и кожа, изработвали са дървени и глинени съдове.

## Експозиции
Експозиция в Националния музей на Република Татарстан:
- Бронзова брадва, датирана от 7 – 5 век пр.н.е.
- Бронзова кама, датирана от 5 век пр.н.е.
- Пресъздаване на въоръжен войн.